# Crisia obliqua
Crisia obliqua är en mossdjursart som beskrevs av Shunsuke F. Mawatari 1973. Crisia obliqua ingår i släktet Crisia och familjen Crisiidae. Inga underarter finns listade i Catalogue of Life.